# Vandy
Vandy ist eine französische Gemeinde mit 200 Einwohnern (Stand 1. Januar 2022) im Département Ardennes in der Region Grand Est. Sie gehört zum Arrondissement Vouziers, zum Kanton Vouziers und zum Gemeindeverband Argonne Ardennaise.

## Geografie
Die Gemeinde liegt an den Hängen des Aisne-Tals. Zudem verläuft ein Zweig des Ardennenkanals durch den Ort. Vandy liegt rund sieben Kilometer nordöstlich vom Kantonshauptort Vouziers und etwa 50 Kilometer südlich von der Präfektur Charleville-Mézières entfernt. Umgeben wird Vandy von den Nachbargemeinden Vouziers im Südwesten, Westen (Ortsteil Vrizy) und Nordwesten (Ortsteil Terron-sur-Aisne), Les Alleux im Norden, Quatre-Champs im Osten sowie Ballay im Südosten.

## Geschichte
Entdeckungen auf den Höhen von Vandy weisen auf die erste menschliche Besiedelung dieser Region während der Jungsteinzeit hin. Der heutige Ort entstand in der gallo-römischen Zeit.
Während des Ersten Weltkrieges wurde das Dorf im September 1914 von deutschen Truppen besetzt. Bei Kriegsende war Vandy zu 90 Prozent zerstört.

## Bevölkerungsentwicklung
| Jahr                       | 1962 | 1968 | 1975 | 1982 | 1990 | 1999 | 2004 | 2009 | 2018 |
| Einwohner                  | 250  | 228  | 227  | 230  | 228  | 212  | 188  | 174  | 206  |
| Quellen: Cassini und INSEE |      |      |      |      |      |      |      |      |      |

## Sehenswürdigkeiten

Kirche Saint-Rémi

- Kirche Saint-Rémi